# Argiolaus
Argiolaus is een geslacht van vlinders van de familie Lycaenidae.

## Soorten
- A. alcibiades (Kirby, 1871)
- A. belli (Hewitson, 1869)
- A. bergeri Stempffer, 1954
- A. caesareus (Aurivillius, 1895)
- A. calisto (Westwood, 1851)
- A. crawshayi Butler, 1900
- A. gabunica Riley, 1928
- A. glaucus (Butler, 1885)
- A. hollandi Ehrmann, 1894
- A. lalos Druce, 1896
- A. lekanion Druce, 1891
- A. maesa (Hewitson, 1863)
- A. paneperata (Druce, 1890)
- A. poecilaon Riley, 1928
- A. silas (Westwood, 1851)
- A. trimeni (Wallengren, 1876)